# Dobříš
Dobříš (německy Doberschisch) je město v okrese Příbram ve Středočeském kraji, patnáct kilometrů severovýchodně od Příbrami, v podhůří Brdské vrchoviny. Ve městě, včetně části Trnová, žije přibližně 8 900 obyvatel.
Dobříš je po Příbrami druhým největším městem v okrese. Ve městě převažuje strojní, dřevozpracující a kožedělný průmysl. Nejvýznamnější stavbou je rokokový zámek Dobříš s přilehlým francouzským a anglickým parkem.

## Název města
Dle legendy založil osadu Dobřich jeden z druhů Praotce Čecha. Vesnice pak byla Dobřieše čili Dobřicha. Podle jazykové příručky ÚJČ je název v rodu ženském, ovšem zejména někteří místní obyvatelé používají mužský rod, který se používal i v literatuře až do počátku 20. století. Někdy v první polovině 20. století jazykovědci prosadili názor, že správně je jméno v ženském rodu. V příslovečném určení je obvyklá vazba s předložkou na; tedy na Dobříš a na Dobříši.

## Historie
Území v okolí města bylo osídleno již v mladší době kamenné, důkazem jsou dvě hradiště na katastru města a nález kamenné sekery staré 3500 let. Z mladšího období jsou z města či nejbližšího okolí evidovány jen skrovné archeologické nálezy, spadající do raného, popřípadě přelomu raného a vrcholného středověku, např. mince (denár) z Dvorců či koňská podkova.
První písemná zmínka o Dobříši je z roku 1252. Čtyři listiny udávající práva klášteru v Plasích, které zde podepsal král Václav I., uvádějí Dobříš jako královský lovecký dvorec na Zlaté stezce. Později statek připadl na čas šlechtickým vlastníkům – Rožmberkům od roku 1262 a Štěpánovi z Tetína od roku 1321.

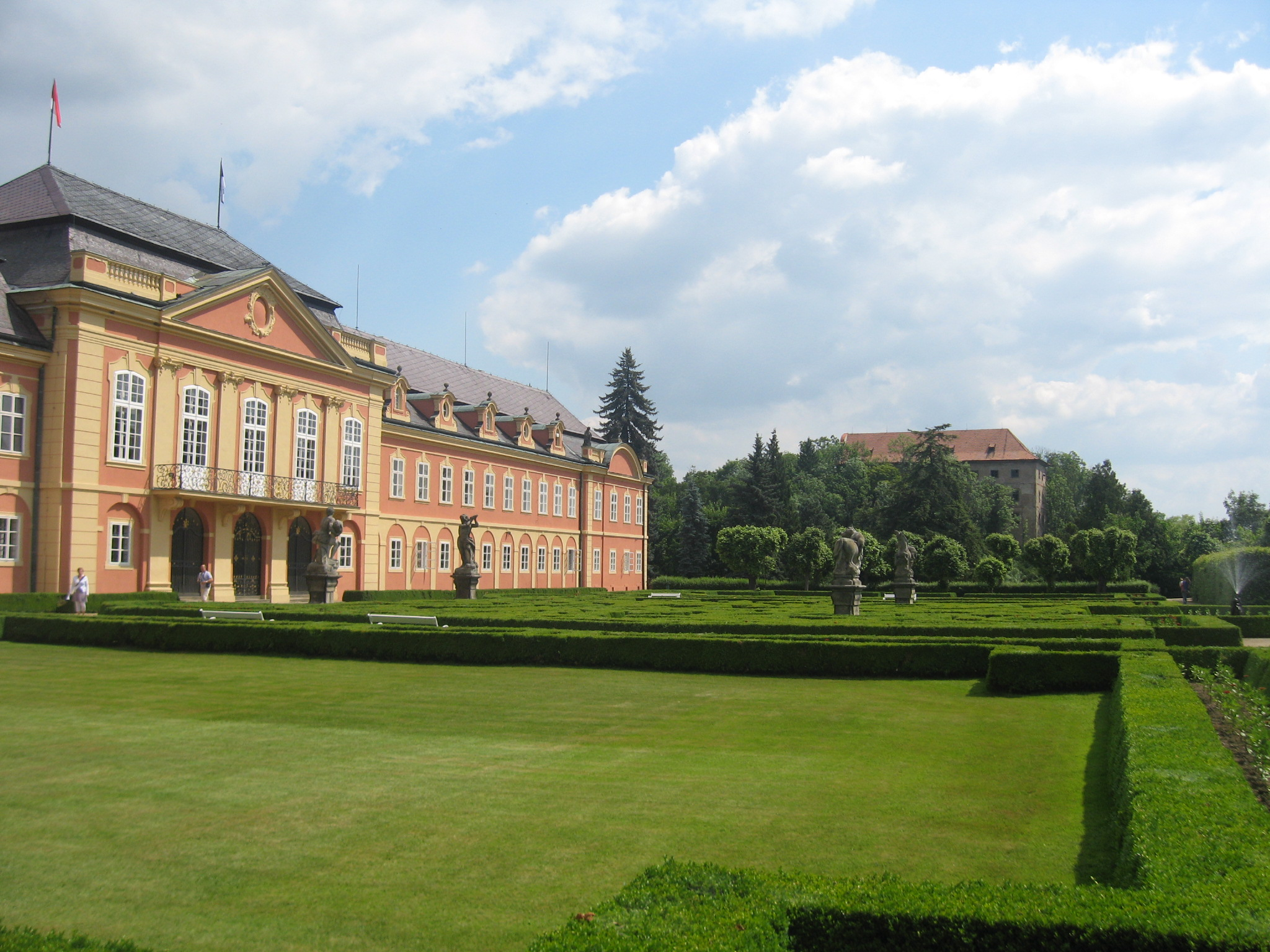
Zámek a hrad Vargač

Za Jana Lucemburského přešla Dobříš opět do rukou krále. V této době je Dobříš označována jako trhová ves. Původní místo této vsi bylo v okolí dnešního dobříšského hřbitova, kde si právě Jan Lucemburský nechal vystavit hrad Vargač. Na lovy sem později jezdili i Janovi potomci. Karel IV. přenesl na dobříšský hrádek nejvyšší lovčí úřad české koruny a připojil k němu třináct panství. Václav IV. povýšil Dobříš na městečko.
Rozvoj městečka zastavily husitské války. V únoru 1421 se v Dobříši setkala vojska Jana Žižky s pražany, a spojené šiky odtud táhly na západ vyhnat vojsko krále Zikmunda. Od této doby začalo zastavování královského panství šlechtickým držitelům.

### Období po husitských válkách
Pobořený hrad zapsal Zikmund v roce 1422 Bedřichu a Hanuši z Kolovrat. Od Hanuše vykoupil Vargač král Jiří z Poděbrad, aby ho roku 1461 zastavil svým synům Viktorinovi, Bočkovi, Jindřichovi a Hynkovi. Ti se statku v roce 1472 vzdali. Poté se v držbě hradu vystřídali ještě Jindřich ze Švamberka a od roku 1491 Děpold z Lobkovic († 1527), než jeho synové vrátili roku 1530 Dobříš Ferdinandu I. Předtím však stihlo městečko téměř zpustnout (zbylo zde pouze 27 usedlostí) a místo něj vzniknout městečko nové necelý kilometr západněji, v okolí dnešního dobříšského náměstí. Roku 1543 vrátil král Ferdinand Dobříši všechna bývalá práva udělená Janem Lucemburským.
Roku 1569 si obec vyžádala další práva a výsady – císař Maxmilián II. povýšil Dobříš na město, Dobříš získala městský znak i některé hospodářské výsady. Ve znaku je postava svatého Tomáše, neboť na jeho svátek 21. prosince se konal v Dobříši výroční trh.
Za hejtmana Oldřicha Doudlebského z Doudleb se na Dobříši chovali tři roky velbloudi. Ty sem poslal císař Rudolf II., známý milovník umění a exotů všeho druhu, který je dostal darem od kohosi z Orientu. Po třech letech starostí (nikdo se totiž „o ty potvory, které k ničemu nebyly“ nechtěl starat a stádo se navíc rychle rozrůstalo) si mohl hejtman oddychnout – císař nechal velbloudy odvést jinam. Památkou na hejtmana Doudlebského je hřbitovní kostelík, jež dal stavět v roce 1589.
Z konce 16. století jsou také první zmínky o židovské obci, kterou připomíná židovský hřbitov na severním okraji města, jehož nejstarší náhrobek je datován rokem 1650. Poslední pohřeb se zde konal před druhou světovou válkou. V centru města také stojí budova bývalé synagogy, dnes kulturního domu.

### Dobříš za dob Mansfeldů
V roce 1630 odpadla Dobříš od královské koruny znovu a už definitivně. Zámek a celý statek koupil pruský hrabě Bruno z Mansfeldu. Panovník si pouze vymínil právo lovu na černou a červenou zvěř (kančí a vysokou) ve zdejších lesích, a to na věčné časy.
Třicetiletá válka tragicky zastihla Dobříš v roce 1639, kdy tudy táhli Švédové, po nichž zůstaly z kostelíka a tvrze postavené hejtmanem Hrochem jen doutnající trosky. Samotné městečko tak špatně nedopadlo – z původního počtu 53 domů jich po válce bylo 47 obydlených. Tak dobře na tom v kraji nikde nebyli.
Roku 1666 začala stavba nového panského sídla – malého barokního zámku. Další vzpruhou pro místní živnosti bylo privilegium Leopolda I. z roku 1675, které rozmnožilo dva výroční trhy o další čtyři. Další pracovní příležitostí byly panské železné huti založené kolem roku 1674. Důsledkem těchto aspektů Dobříš rostla a bohatla.
Počátkem 18. století byl rozkvět Dobříše zastaven nejprve morovou epidemií (1713) následované velikým požárem tehdy ještě převážně dřevěné zástavby. Z této doby pochází socha svatého Šebestiána na rynku, která měla odvrátit zlo. Nicméně přišel nový oheň, jež zničil nedlouho předtím opravený hrad Vargač. Od té doby sloužily ruiny paláce jako panská sýpka.
V roce 1745 začaly stavební práce na honosném zámku ve slohou pozdního baroka s rozsáhlým parkem. Zámek byl stavěn podle plánů architektů G. N. Servandoniho a Roberta de Cotte mladšího, kteří našli inspiraci ve vídeňském zámku Schönbrunn. Stavba trvala celých dvacet let. To už Mansfeldům patřil titul knížat a jejich panství bylo značně rozšířeno skoupením okolních statků.

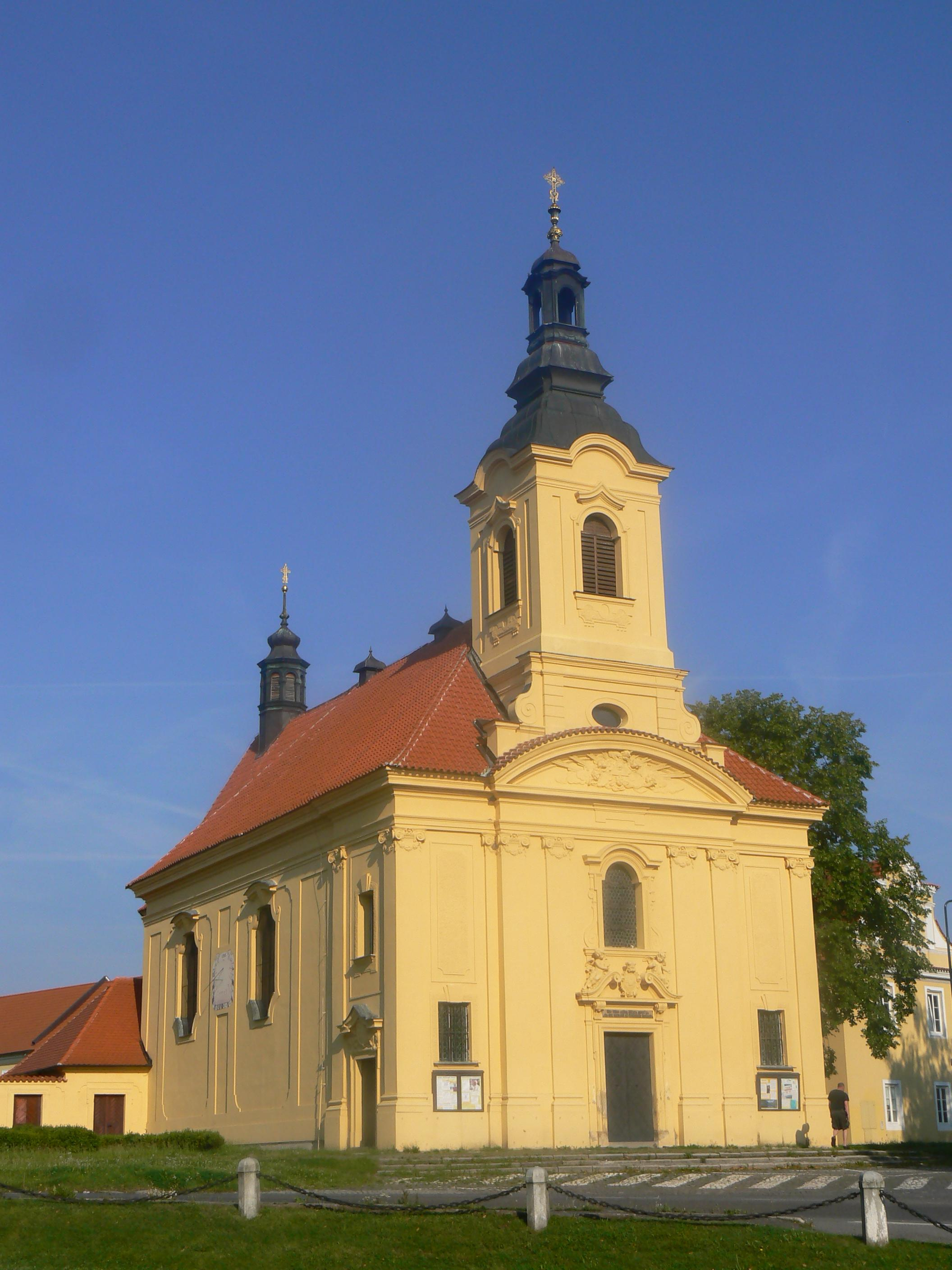
Kostel Nejsvětější trojice na Dobříši (naproti zámku)

Budování a údržba rozsáhlého komplexu si vyžadovala obrovské náklady. Kromě peněz získaných prodejem panství Horažďovice pramenily hlavní zisky knížecí rodiny z roboty poddaného lidu. Dobříšský lid nebyl nikdy před tím tak zatížen robotou a tresty za neuposlechnutí jako v této době. Nejeden chudák zemřel pod ranami karabáče. Tyto poměry vyústily téměř k otevřenému povstání. Lid však zachránilo udání sousedního šlechtice, na jehož základě přijela na Dobříš císařská vyšetřující komise a dobříšský pán byl donucen zaplatit pokutu 2 000 dukátů a vyrovnat se s poddanými. Císařovna Marie Terezie jej dokonce na čas zbavila správy svého panství. Vrchní správce Svoboda byl jakožto hlavní viník odsouzen na čtyři roky těžkého žaláře. Z této doby pochází úsloví Dobříš – odříš.

### Dobříš za dob Colloredo–Mansfeldů

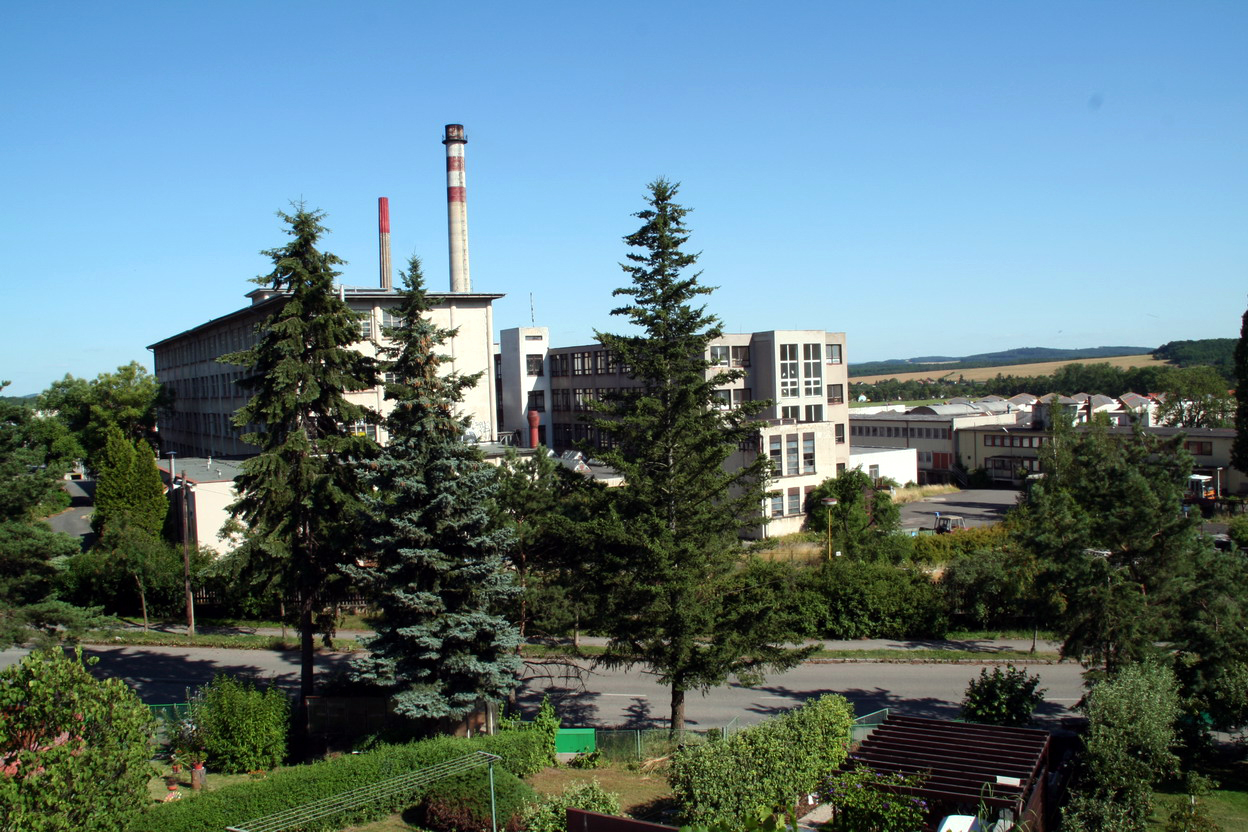
Bývalé Rukavičkářské závody v Dobříši

V roce 1780 vymřeli Mansfeldové po meči a Dobříš tak vyženil příslušník opočenského rodu Colloredo s podmínkou, že k svému jménu připojí ještě Mansfeld. V letech 1791–1797 se uskutečnila stavba kostela před zámkem, jež byl zasvěcen Nejsvětější trojici. Původně měl kostel stát za radnicí na rynku namísto původního rybníčku, což však konšelé velkoryse odmítli s tím, že by se husy neměly kde koupat. V roce 1821 se město dočkalo nové empírové radnice s hodinovou věžičkou, která vystřídala původní, ještě dřevěnou radnici.
Přestavbou Pasovské silnice na počátku 19. století, zřízením poštovní stanice (1825), telegrafního úřadu a železnice spojující Dobříš s Prahou (1897) došlo k výraznému oživení zdejších živností, cestovního ruchu. Zdejší ubytovací hostince, které byly z velké části dílem Židů (mimo jiné i Hotel Heinz), se těšily dobré pověsti.
Roku 1850 se stala Dobříš sídlem okresního soudu, později i okresní samosprávy a berního úřadu (K oficiálnímu povýšení městečka na město došlo roku 1853). Významným rokem byl rok 1865, kdy zde vznikla první rukavičkářská živnost. Jedním z rukavičkářů byl Šalamoun Abeles. Šití rukavic se posléze stalo nejvýznamnějším odvětvím místního průmyslu.
Roku 1897 se Dobříš dočkala železničního spojení, stala se konečnou stanicí lokálky z Prahy a Vraného nad Vltavou (nynější železniční trať Praha – Vrané nad Vltavou – Čerčany/Dobříš). K uvažovanému prodloužení trati do Příbrami nedošlo. Kolem roku 1860 žilo v Dobříši přes 3 000 obyvatel. Tempo vzrůstu se zpomalilo, takže 4 000 obyvatel dosáhla Dobříš až ve třicátých letech 20. století.

### 20. století
Velký průmyslový růst zaznamenalo město počátkem 20. století, kdy zde byly postaveny Rukavičkářské závody Dobříš a továrna na kovovýrobu. Z konce třicátých let také pochází Masarykovo sanatorium pro nervové, vnitřní a zejména respirační choroby.
Po druhé světové válce se stal zámek sídlem Svazu československých spisovatelů a sloužil umělcům všech tvůrčích svazů jako pracoviště i místo pro odpočinek. Kromě mnoha českých i slovenských umělců se zde vystřídalo i několik vzácných zahraničních hostů. Byli to např. Ilja Erenburg, Alexandr Fadějev, Rafael Alberti, Martin Andersen Nexø, Jorge Amado, Pablo Neruda, Arnold Zweig, Paul Eluard, Louis Aragon, John Steinbeck a další. Z českých umělců stojí za připomínku zejména Jan Drda, který si Dobříš velice zamiloval a pobýval zde dlouhá léta až do své smrti a je zde i pohřben. Po převratu v roce 1989 byl zámek v roce 1998 navrácen rodu Colloredo–Mansfeld i s přilehlými lesy.

### Rok 1932
Ve městě Dobříš (přísl. Chouzavá, Trnová, Voznice, 3897 obyvatel) byly v roce 1932 evidovány tyto živnosti a obchody:
- Instituce a průmysl: poštovní úřad, telefonní úřad, telegrafní úřad, berní úřad, četnická stanice, 2 katol. kostely, sbor dobrovolných hasičů, cihelna, 2 elektrárny, 11 faktorství rukavic, městské jatky, knihtiskárna, Družstevní lihovar, mlýn, pila Colloredo-Mansfeld, pivovar, pletárna, 2 stavitelé, velkostatek Colloredo-Mansfeld.[10]
- Služby (výběr): 2 lékaři, zubní lékař, zvěrolékař, advokát, notář, 2 autobusoví dopravci, 12 autodopravců, biograf Sokol, fotoateliér, hodinář, 12 hostinců, 2 hotely (Heinz, Na knížecí), 2 kapelníci, knihkupectví, lékárna, obchod s obilím Meisler, obchod s obuví Baťa, pension, brusič skla, Občanská záložna v Dobříši, Okresní záložna hospodářská v Dobříši, vinárna, voňavkářství, zahradnictví, zubní ateliér.[10]

## Přírodní poměry

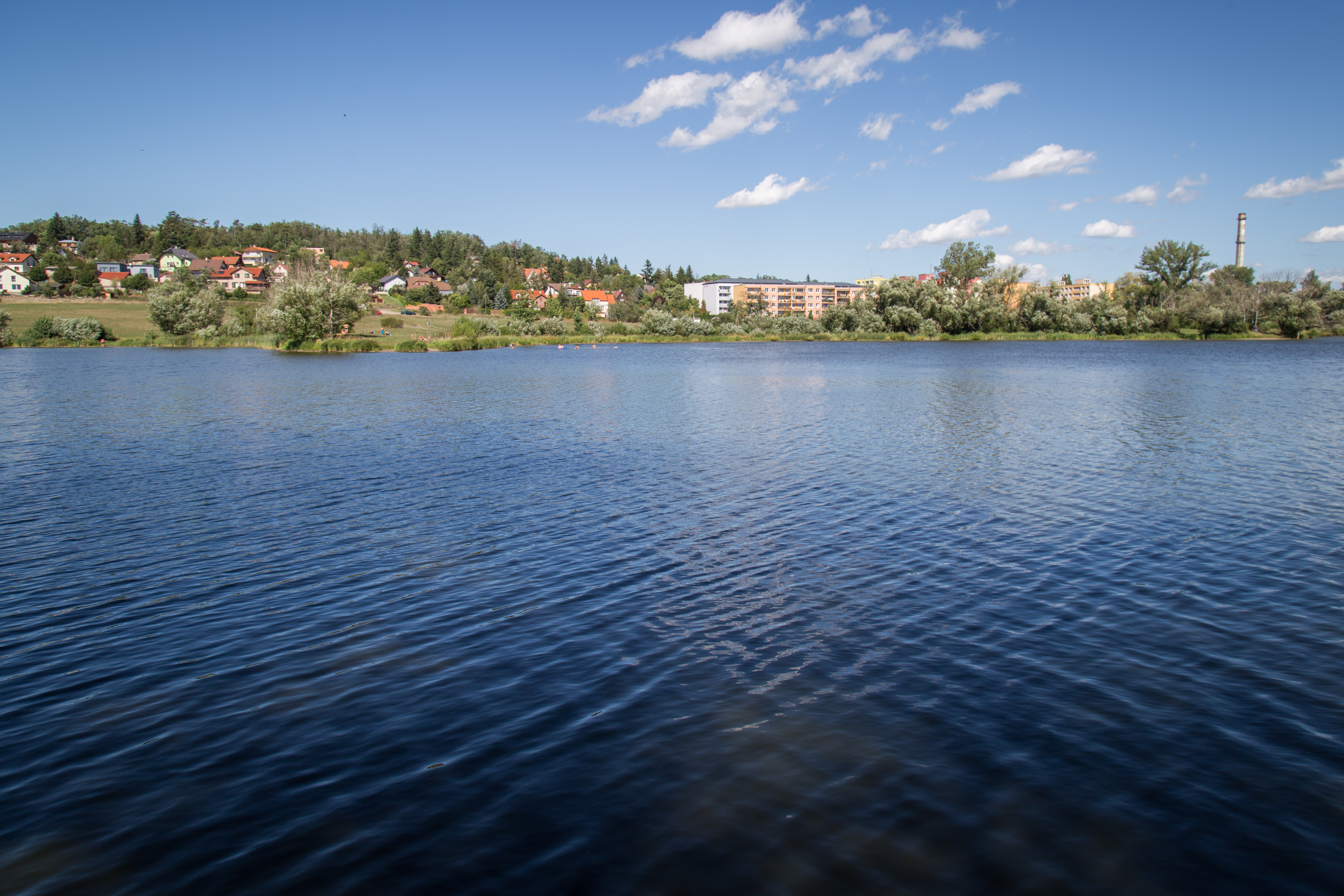
Rybník Papež

Přímo ve městě se nacházejí rybníky Papež a Koryto. V blízkém okolí se pak nachází mj. Huťský rybník, Bzdinka, Říhovka a další. Na Dobříšském potoce byla vybudována přehradní nádrž Chotobuš, která sloužila jako zdroj pitné vody, dnes má pouze záložní funkci. 
Na východním okraji města leží přírodní památky Dobříšský park a Dobříšský zámek. Na jižním okraji se nachází přírodní památka Jezírko u Dobříše a v západní části katastrálního území Dobříš leží přírodní rezervace Hradec.

## Obyvatelstvo
| Rok            | 1869  | 1880  | 1890  | 1900  | 1910  | 1921  | 1930  | 1950  | 1961  | 1970  | 1980  | 1991  | 2001  | 2011  | 2021  |
| -------------- | ----- | ----- | ----- | ----- | ----- | ----- | ----- | ----- | ----- | ----- | ----- | ----- | ----- | ----- | ----- |
| Počet obyvatel | 2 917 | 3 166 | 3 441 | 3 532 | 3 593 | 3 293 | 3 581 | 4 043 | 4 752 | 6 401 | 7 388 | 7 821 | 7 794 | 7 794 | 8 764 |
| Počet domů     | 332   | 371   | 389   | 416   | 433   | 493   | 695   | 929   | 926   | 985   | 1 143 | 1 339 | 1 443 | 1 666 | 1 666 |

## Obecní správa

### Části města

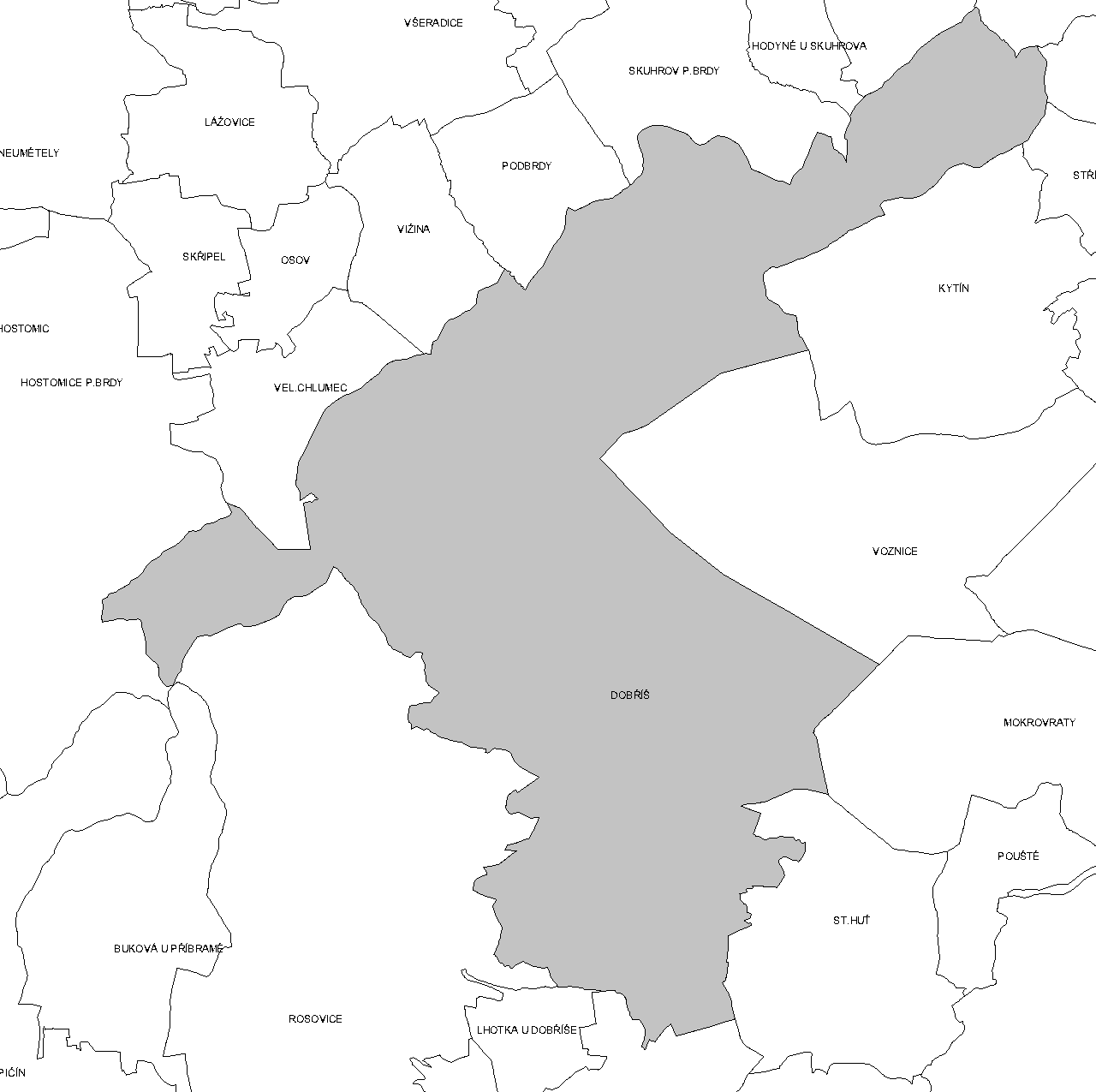
Katastrální území Dobříše

- Dobříš (k. ú. Dobříš)
- Trnová (k. ú. Dobříš)

Součástí města jsou také základní sídelní jednotky Bzdinka, Dobříšské lesy, Dobříš-střed, Dobříš-západ, Chotobuš, Jezírka, Na Kole, Na Větrníku, Nad Prachandou, Průmyslová zóna-sever, Sanatorium, Stará průmyslová zóna, Svatá Anna, Za Korytem a Zámek. K městu patří také Brodce, Kodetka, Knížecí Studánky, Obora, Rochoty, Skalka, Vargač a Vlaška.
Sousedními obcemi sídla jsou Skuhrov, Hostomice, Velký Chlumec, Svinaře, Podbrdy, Mokrovraty, Stará Huť, Rosovice, Obořiště, Voznice, Svaté Pole, Vižina, Mníšek pod Brdy, Kytín a Řevnice.
V roce 1950 se od obce Dobříš s osadou Trnová oddělila obec Voznice s osadou Chouzavá. Od 1. ledna 1988 do 23. listopadu 1990 k městu patřil i Budínek a od 1. ledna 1988 do 31. prosince 1991 také Budín, Libice a Rybníky.

### Správní území
Dobříš je obcí s rozšířenou působností, správní obvod zahrnuje 23 okolních obcí. Město je také členem spolku Dobrovolný svazek obcí Dobříšska a Novoknínska.
Dějiny územněsprávního začleňování zahrnují období od roku 1850 do současnosti. V chronologickém přehledu je uvedena územně administrativní příslušnost obce v roce, kdy ke změně došlo:
- 1850 země česká, kraj Praha, politický okres Příbram, soudní okres Dobříš[16]
- 1855 země česká, kraj Praha, soudní okres Dobříš
- 1868 země česká, politický okres Příbram, soudní okres Dobříš
- 1939 země česká, Oberlandrat Tábor, politický okres Příbram, soudní okres Dobříš[17]
- 1942 země česká, Oberlandrat Praha, politický okres Příbram, soudní okres Dobříš[18]
- 1945 země česká, správní okres Příbram, soudní okres Dobříš[19]
- 1949 Pražský kraj, okres Dobříš[20]
- 1960 Středočeský kraj, okres Příbram
- 2003 Středočeský kraj, okres Příbram, obec s rozšířenou působností Dobříš

## Zastupitelstvo a starosta
Zastupitelstvo města má 21 členů. Starostou je Pavel Svoboda (sdružení PRO DOBŘÍŠ).

### Starostové
Jména primátorů, purkmistrů, předsedů a starostů jsou známa nepřetržitě od roku 1654. Z nich nejvýznamnější byli Ludvík Kopáček (1904–1906 a 1910) a Adolf Schart (1932–1942, popraven nacisty).
- Jan Plevka (1945–1947)
- Jaroslav Stránský (1947–1948)
- Josef Vančát (1948–1957)
- Jan Plevka (1957–1960)
- Jiří Hájek (1960–1965)
- Karel Hrbek (1965–1971)
- Alois Černohorský (1971–1976)
- Václav Pikard (1976–1978)
- Cyril Svoboda (1978–1989)
- Jan Slanec (ODS) (1989–1994)
- Stanislav Vacek (nezávislý) (1994–2002)
- Stanislav Holobrada (ODS) (2002–2006)
- Jaroslav Melša (ODS) (2006–2014)
- Stanislav Vacek, MPA (Starostové a nezávislí) (2014–2018)
- Jana Vlnasová (PRO Dobříš) (2018–2020)
- Pavel Svoboda (PRO Dobříš) (od března 2020)

### Znak a vlajka
Znak byl městu udělen v roce 1586 Ferdinandem I. Ve znaku je svatý Tomáš stojící v bráně. Svatý Tomáš je i patronem města. Znak není uveden v Registru komunálních symbolů.
Vlajka byla městu udělena předsedou PS Parlamentu ČR v roce 2002 (číslo rozhodnutí 92 z 8. října 2001). Vlajka je tvořena listem o poměru stran 2:3 s pěti svislými pruhy – střídavě modrými a bílými, stylizovanými do tvaru brány. Bílé pruhy jsou ve druhé čtvrtině šířky listu spojeny vodorovným dolů vydutým zubatým pruhem se třemi čtvercovými zuby a čtyřmi stejnými mezerami.

## Doprava

### Dopravní síť
Územím města vede dálnice D4. Mimo území města jsou dva exity: 28 (Dobříš-sever) a 33 (Dobříš-jih). Městem dále vede silnice II/114 Cerhovice – Hořovice – Hostomice – Dobříš – Nový Knín – Neveklov – Jírovice. Z města také vychází silnice II/119 Dobříš – Sedlčany. Do města dále vedou silnice III. třídy.

### Autobusová doprava 2024
Autobusovou dopravu v městě Dobříš zajišťují společnosti Arriva Střední Čechy, ČSAD AUTOBUSY České Budějovice a Martin Uher. Město je součástí Pražské integrované dopravy (PID). Na území města se nacházejí zastávky Dobříš,Kodetka, Dobříš,lom, Dobříš,Na Hradci, Dobříš,Pod Hradcem, Dobříš,Průmyslová zóna, Dobříš,Sanatorium, Dobříš,Statek, Dobříš,Svatá Anna, Dobříš,Trnová,Dvůr, Dobříš,U Slovanky, Dobříš,U Pivovaru, Dobříš,Větrník a Dobříš,Žel.st. Od roku 2023 až do odvolání je zrušena zastávka Dobříš,Kostelíček. V centrum města, na Mírovém náměstí, se nachází zastávka Dobříš,nám. Město obsluhují autobusové linky 317, 360, 361, 392, 395, 420, 450, 514, 517, 520 a 639. Autobusová linka 317 vede z Prahy ze Smíchovského nádraží a pokračuje po dálnici kolem Jíloviště, Klínce, Líšnice a Řitky, poté vede přes Mníšek pod Brdy a končí na náměstí v Dobříši. Další z několika linek jedoucí ze Smíchovského nádraží je linka 360, která pokračuje ve směru Dobříš, Stará Huť, Mokrovraty, Nový Knín, Sudovice, Korkyně, Chotilsko, Čelina, Nalžovice, Kňovice, Kňovičky a končí v Sedlčanech. Autobusová linka 361, která vede přes Měchenice, Davli, Štěchovice, Slapy, Buš, Čím, Korkyni, Nový Knín, Mokrovraty a Starou Huť, rovněž končící na dobříšském náměstí. Linka 392 také začíná na Smíchovském nádraží, prochází Voznicí, Dobříší, Rosovicemi, Bukovou u Příbramě, Pičínem, Kotenčicemi, Suchodolem, Občovem a končí v Příbrami. Linka 395 vyjíždí také ze Smíchovského nádraží, pokračuje do Dobříše a dále po dálnici do Příbrami. Linka 420 vede ze Smíchovského nádraží přes Dobříš do Krásné Hory nad Vltavou a Milevska. Dobříš je spojena s Milevskem také prostřednictvím linky 450, která vede přes Sedlčany. V současnosti (2024) je tato linka provozována pouze v úseku Sedlčany – Milevsko kvůli uzavírce komunikace v Davli a u Borotic. Město je dále spojeno s obcemi Rybníky, Drhovy, Borotice, Drevníky a Županovice prostřednictvím linky 514. Linka 517 zajišťuje spojení s Příbramí přes Voznici, Dobříš, Obořiště, Dlouhou Lhotu, Dubenec a Háje. Linka 520 propojuje Dobříš s okolními obcemi včetně Hřiměždic nebo Kamýkem nad Vltavou. Linka 639 propojuje Dobříš, Malý Chlumec, Velký Chlumec, Osov, Skřipel, Hostomice, Bezdědice, Radouš, Neumětely, Libomyšl, Lochovice a Hořovice.

### Železniční doprava 2024
Do Dobříše vede jednokolejná regionální železniční trať 210 Praha–Vrané nad Vltavou–Dobříš, která byla uvedena do provozu v roce 1897. Ve městě se nachází koncová železniční stanice Dobříš, kde končí osobní vlaky linky S88, spojující Dobříš s Mníškem pod Brdy, Čisovicemi, Měchenicemi, Vraným nad Vltavou a Prahou. Tyto vlaky provozuje společnost České dráhy. O sobotách, od března do října, jezdí mezi Prahou hlavním nádražím a Dobříší vlak s názvem Brdský motoráček, a to na lince T8, provozovaný společností KŽC Doprava. Během letních prázdnin vyjíždí turistický vlak Cyklohráček, který jede z Prahy do Dobříše, odkud se vrací zpět do Prahy.

## Turistika
- Městem vede cyklotrasa č. 308 Vížina – Stožec – Dobříš – Chramiště – Prostřední Lhota.
- Městem vedou turistické trasy:
  - : Želkovice – Brdo – Dobříš – Strž – Chramiště Pod Veselým vrchem
  - : Dobříš – Mníšek pod Brdy
  - : Dobříš – Brodeč – Kazatelna – Obora – Dobříš
  - : Dobříš – Trnová – Kuchyňka, sedlo – Hostomice

## Společnost

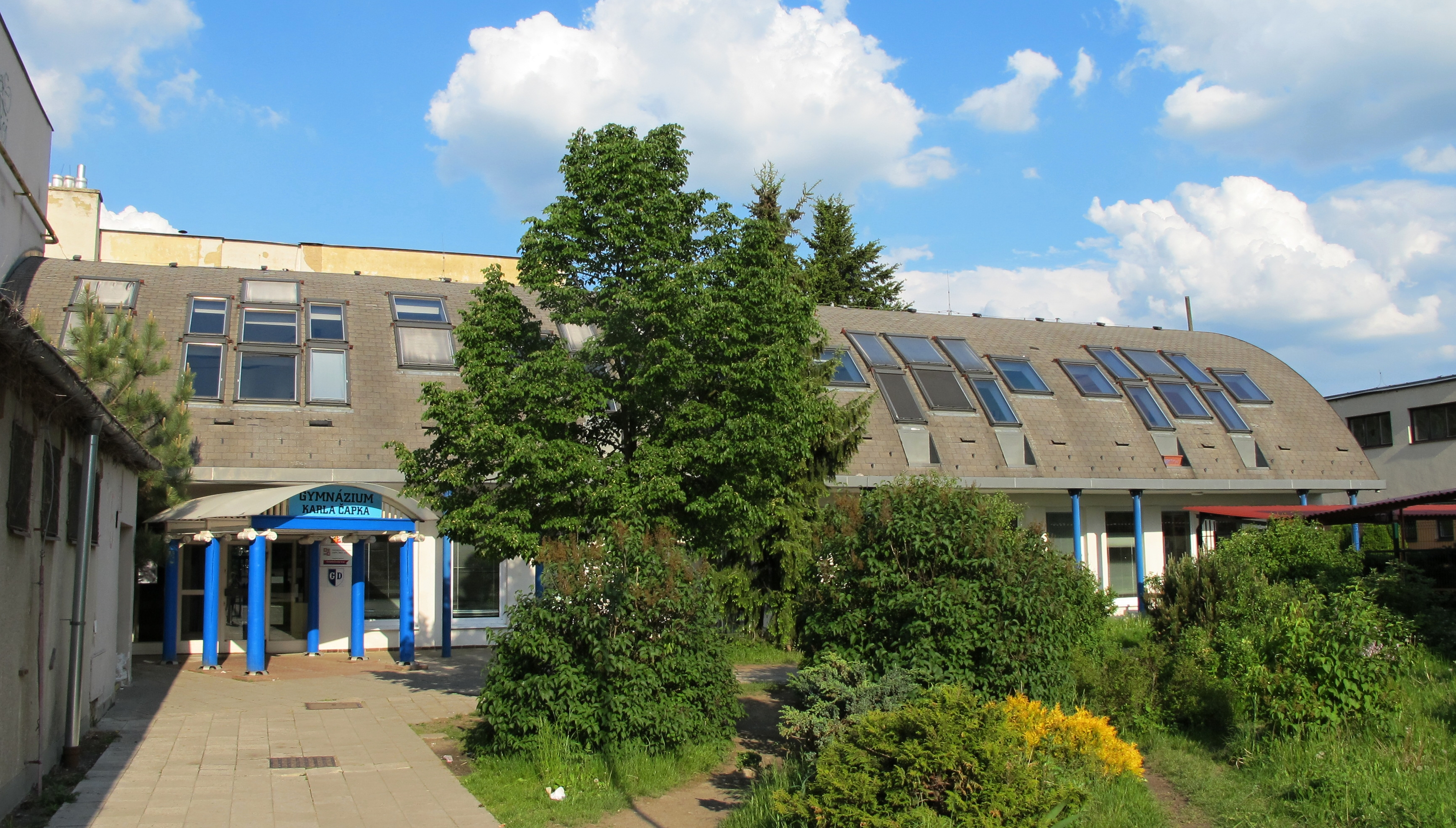
Gymnázium Karla Čapka

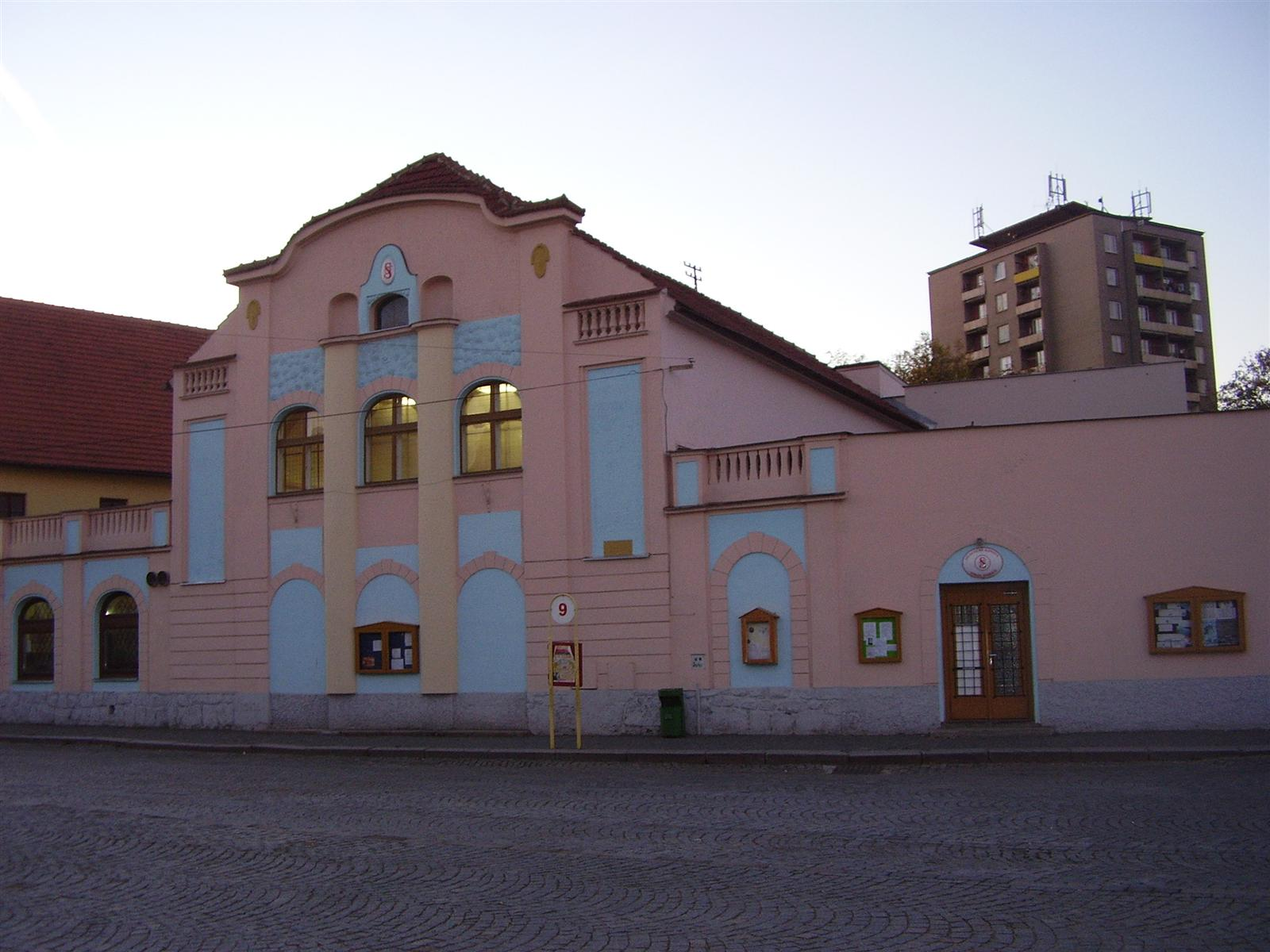
Budova Dobříšského Sokola na Mírovém náměstí

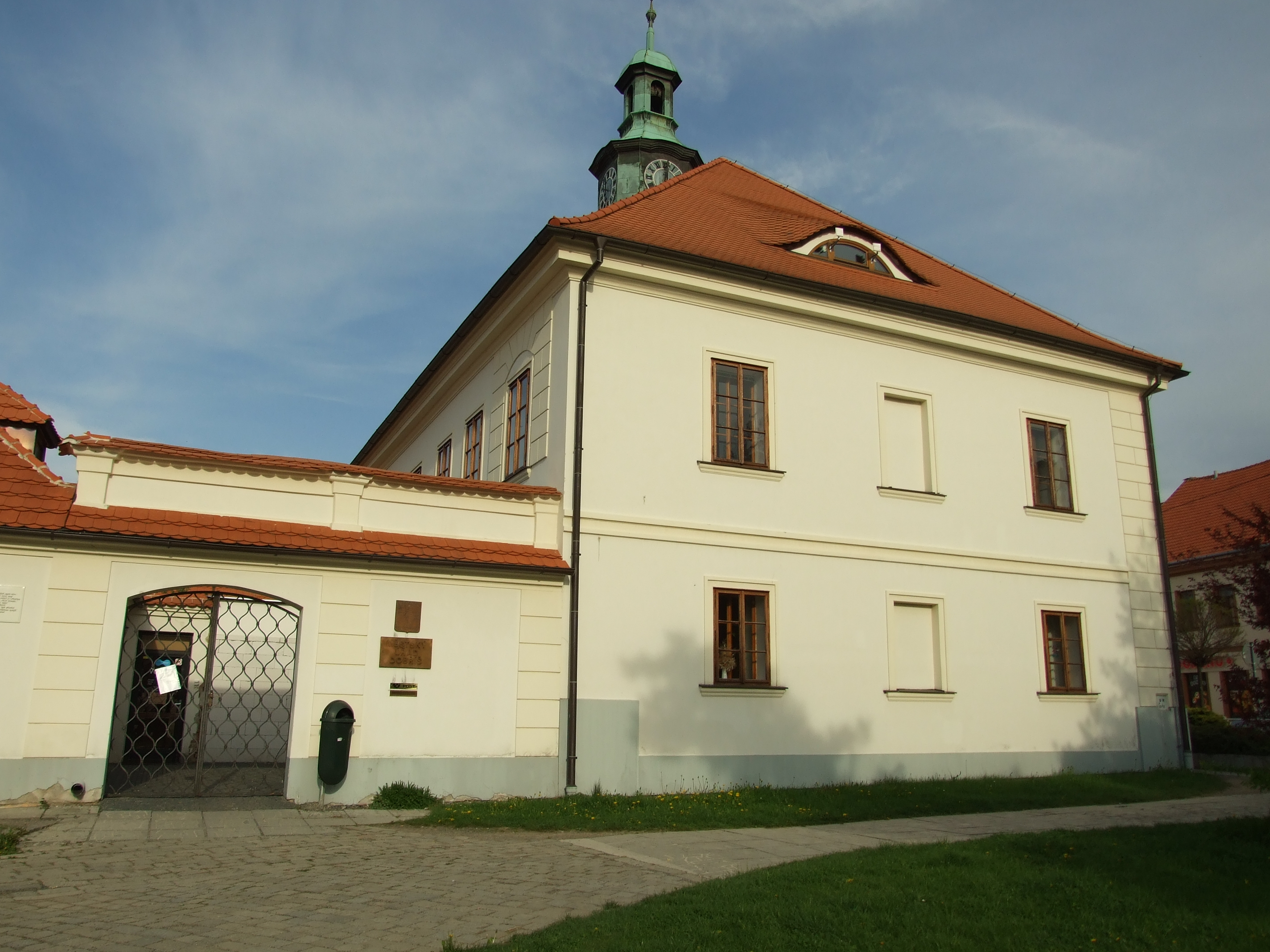
Budova radnice

### Školství
- Základní školy:
  - Základní škola Dobříš, Komenského nám. 35
  - 2. základní škola Dobříš
  - 2. ZŠ („nová škola“)
  - Základní škola TRNKA
  - Základní škola Dobříš, Lidická 384
- Základní umělecká škola Dobříš
- Gymnázium Karla Čapka
- Střední odborné školy: 1
- Mateřské školy: 3

### Kultura
Za dob knížat stávalo v zámeckém parku divadlo. Ve 20. století bylo ve městě kino, které však na přelomu století zaniklo. V bývalé synagoze je dnes kulturní dům.

### Náboženský život
V Dobříši působí:
- Římskokatolická církev
- Církev Českobratrská evangelická
- Křesťanské společenství
- Sbor Náboženské společnosti Svědkové Jehovovi
- Dříve zde bývala také Židovská obec.

### Sport
Okolí města je vhodné pro pěší i cykloturistiku. Okolní Brdské lesy jsou častým cílem trampů.
Ve městě funguje několik sportovních oddílů, z nejoblíbenějších sportů je tu fotbal, lední hokej a volejbal kde hrají místní krajské soutěže. Dále zde má sídlo klub amerického fotbalu, který však hraje v Příbrami. Dále je možnost využít služeb fitnesscentra.
Ve městě má tzv. „hnízdo“ dobříšská župa sportovních spolků Sokol i Orel, spravující zde tělocvičnu, v níž se pořádají hodiny aerobiku.

## Pamětihodnosti

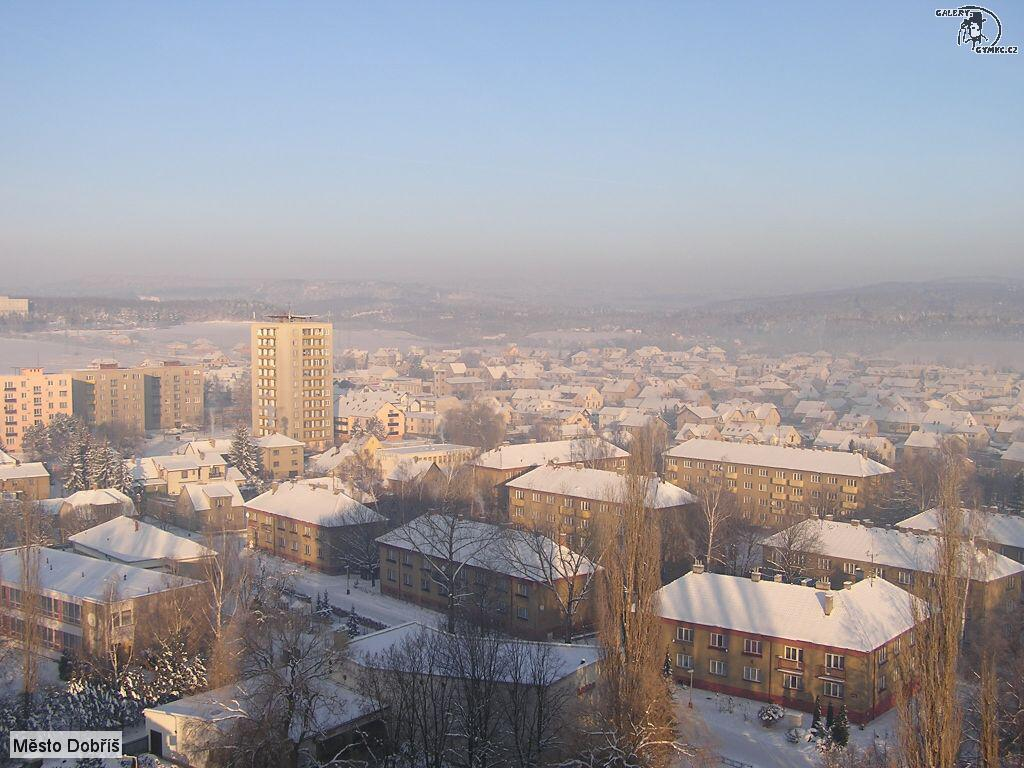
Dobříš

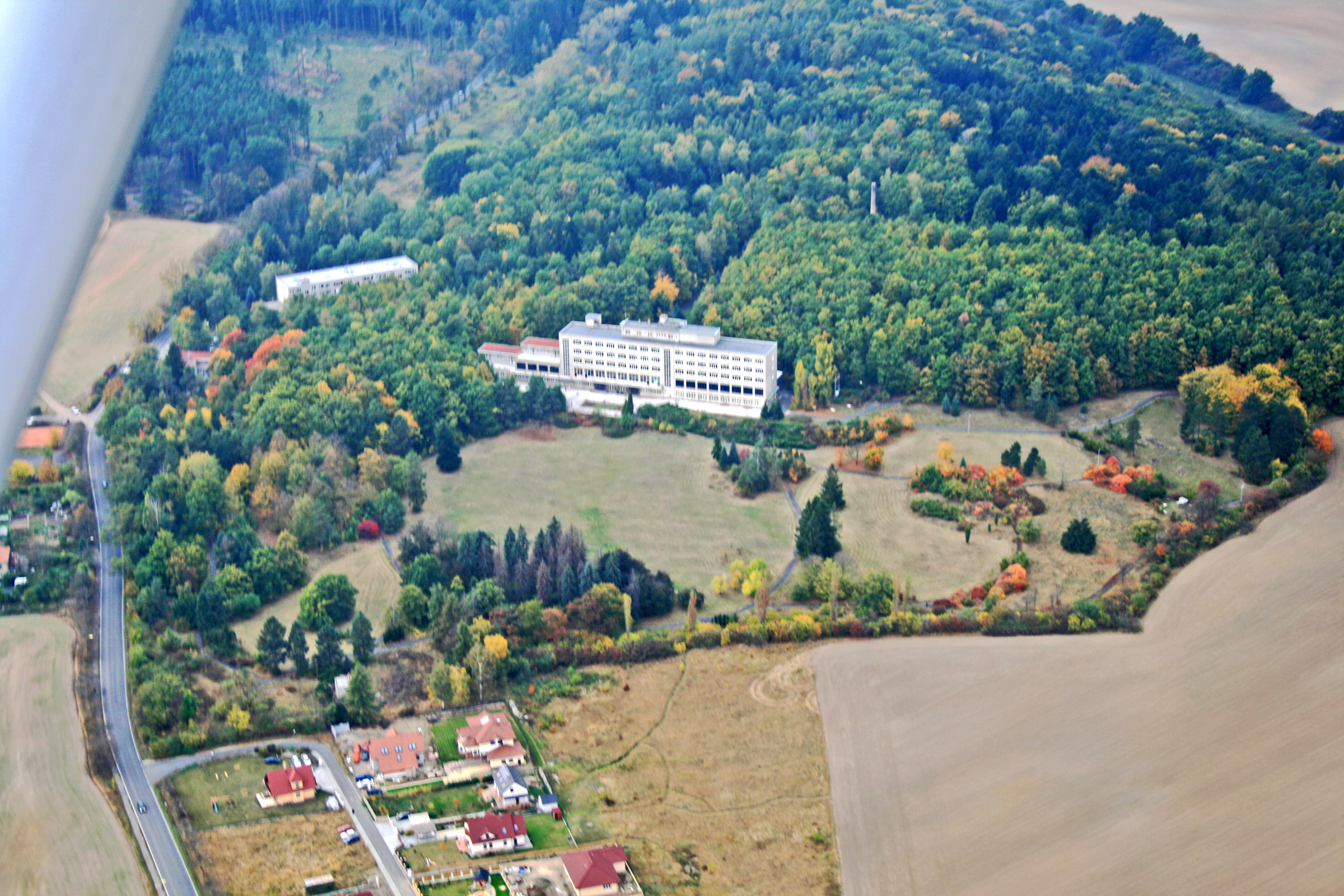
Masarykovo sanatorium nad Dobříší

- Mezi nejvýznamnější pamětihodnosti patří zámek patřící rodu Colloredo-Mansfeld. V dobách komunismu v něm sídlil Svaz československých spisovatelů, někteří (např. Bohumil Říha) zde i zemřeli. Zámek je celoročně přístupný veřejnosti.
- Bezprostředně u zámku je francouzský park, který se řadí k jedněm z nejhezčích v ČR. Volnější parkovou úpravu má anglický Dobříšský park, chráněný jako přírodní památka.
- V minulosti zde převládal kožedělný průmysl, město proslulo výrobou rukavic, kterou sem přinesl v 19. století Šalamoun Abeles. Židovská obec je připomínána již koncem 16. století. Z této doby pochází i nejstarší náhrobky na zdejším židovském hřbitově.
- Ve městě je Muzeum se stálými expozicemi, věnovanými rukavičkářské výrobě, dále místním Židům, další expozice je věnována městu Dobříš, historii zdejšího vodohospodářství a také osobnosti Ludvíka Kopáčka, významnému dobříšskému rodákovi.
- Ve Staré Huti u Dobříše je u rybníka Strž dům, kde bydlel Karel Čapek.
- V blízkosti Dobříše jsou zbytky dvou fortifikací: opevnění Dvorce u hájovny Obora a hradiště na Hradci.
- Děkanský kostel Nejsvětější Trojice byl vybudován naproti zámku v letech 1791–1797 na místě Loretánské kaple.
- Evangelický kostel v Příbramské ulici je moderní stavbou z roku 1937 a navázal svým vznikem na evangelickou tradici tolerančního evangelictví v sousední obci – Rybníkách (zde kostel z roku 1874). V letech 1993–1994 byla v sousedství vybudována fara.
- Bývalá synagoga byla v poválečných letech přestavěna na kulturní dům. Během adaptace byla zbořena její věž a zjednodušeny fasády.
- Mezi náměstím a zámkem bývala fíkovna s odsuvnou střechou, která byla zbořena v 60. letech 20. století.[24]
- Nad městem bylo ve třicátých letech 20. století postaveno Masarykovo sanatorium pro choroby nervové a vnitřní. Za dob totality zde bývala léčebna pro význačné osoby. Dnes je z něj Léčebna dlouhodobě nemocných.
- V roce 2009 byl lom na jižním konci města vyhlášen jako přírodní památka Jezírko u Dobříše.
- Obora Aglaia u Knížecích Studánek je místem, kde byl vysazen jelenec virginský.
- Na Huťském rybníce byla poprvé v Evropě vysazena ondatra pižmová. Na břehu rybníka v zámeckém parku je pomník této události.

### Vybrané ulice a náměstí

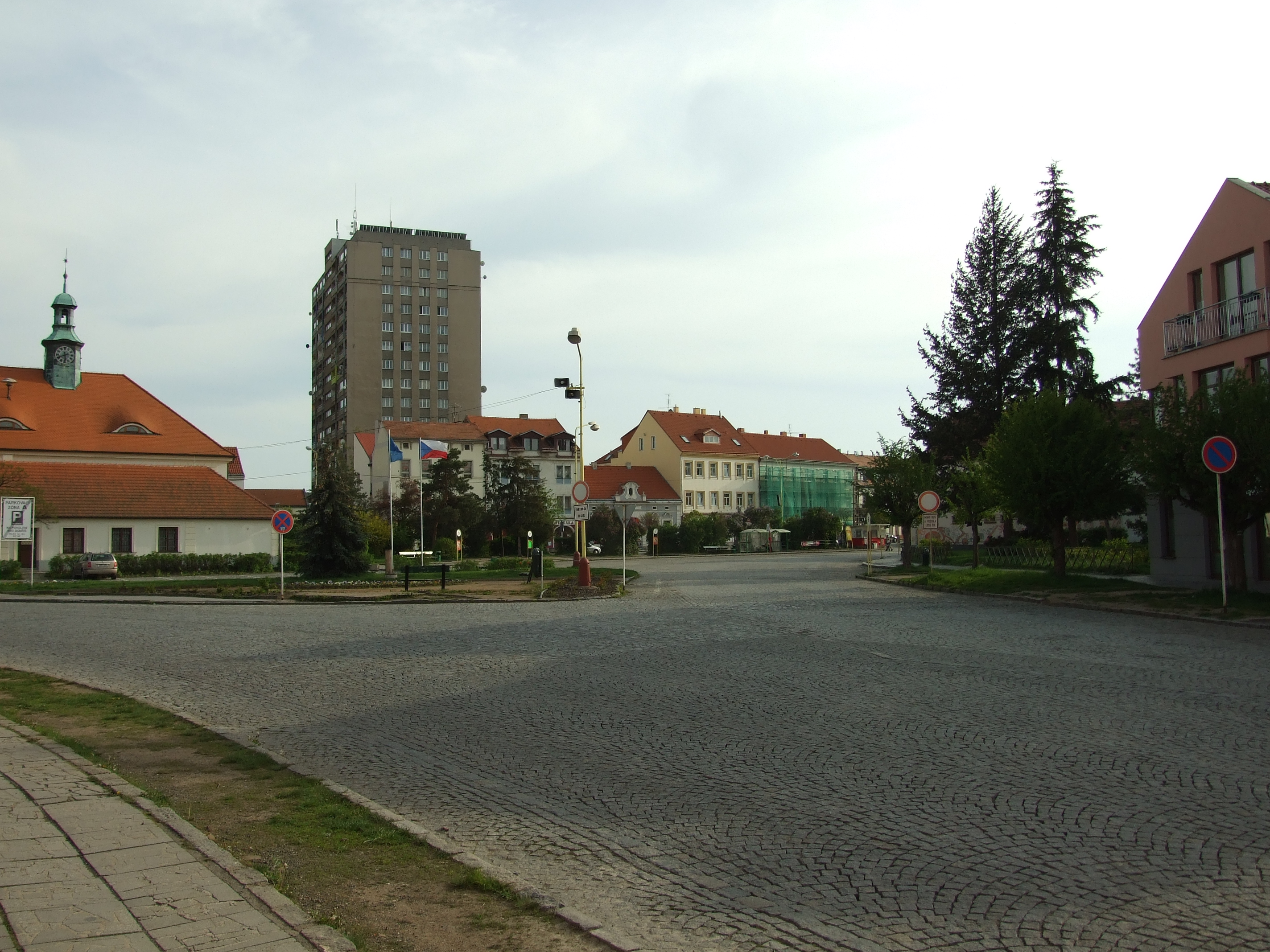
Mírové náměstí

Mírové náměstí leží v centru města. Má výměru dva hektary. Na východním konci podlouhlého náměstí stojí radnice. V minulosti zde chtělo panstvo podle pověsti postavit kostel, záměr ale ztroskotal na odporu obyvatel, neboť se zde nacházel rybníček, a kachny a husy by se neměly kde koupat. Část náměstí zabírá autobusové stanoviště. V současnosti probíhají přípravy na rekonstrukci náměstí. Středem náměstí vede akátová alej se sochou sv. Šebestiána. Na severní straně náměstí zůstala z původní zástavby zachována budova sokolovny. Na západní straně navazuje jižně Komenského náměstí, na kterém stojí škola a pošta.
Pražská ulice vede z náměstí až na konec města. K původní Pražské ulici byla po roce 1989 přiřazena i bývalá ulice Rudé armády. Na této ulici se nachází zámek, kostel Nejsvětější Trojice i železniční stanice. Po ulici je částečně vedena trasa silnice II/114.
Náměstí svobody leží na Pražské ulici nad rybníkem Koryto. Nachází se zde zámek a kostel a v parčíku socha sv. Jana Nepomuckého.

## Osobnosti
- Evžen Tyttl (1666–1738), opat Plaského kláštera, narozen v Dobříši
- Jan Jindáček (1846–1927), podnikatel a politik, narozen v Dobříši
- Ondřej Kadlec (1859–1928), houslista, dirigent a hudební skladatel
- Václav Ertl (1875–1929), filolog, bohemista, překladatel z francouzštiny a středoškolský pedagog, narozen v Dobříši
- Josef Balabán (1894–1941), legionář, československý voják, příslušník odbojové organizace Obrana národa a její zpravodajsko-sabotážní skupiny známé jako Tři králové, narozen v Dobříši
- Václav Šprungl (1926–1998), malíř a grafik, narozen v Dobříši
- Jan Drda (1915–1970), novinář, politik, spisovatel-prozaik a dramatik, zemřel v Dobříši
- Josef Beránek (1892–1978), legionář, důstojník a brigádní generál, zemřel v Dobříši
- Slavomír Lener (* 1955), hokejový trenér
- Miro Pogran (* 1964), malíř, grafik a ilustrátor
- Jaromír Bláha (* 1970), veterinář, občanský aktivista, vedoucí a zakladatel programu Lesy v Hnutí DUHA.
- Tomáš Helebrant (* 1974), politik, manažer a poslanec parlamentu ČR
- Jan Tománek (* 1987), handicapovaný cyklista

## Partnerská města
- Geldrop-Mierlo, Nizozemsko
- Tonnerre, Francie